# アカイイト (ゲーム)
『アカイイト』はサクセスより発売された和風伝奇ホラーアドベンチャーゲーム。およびこれを原作とする漫画作品。
2004年10月21日にPlayStation 2用ソフトとして発売された。2005年10月27日にはリバーシブルジャケットの廉価版（SuperLite2000シリーズ）が発売されている。
2013年10月16日からハムスターより、PlayStation 3版ゲームアーカイブスで配信開始。
2023年5月25日にはNintendo Switchで『アカイイトHD REMASTER』が発売された。

## 概要
現代を舞台に、「贄の血」という特殊な血を引く少女・羽藤桂（はとう けい）の視点でゲームが展開される。「吸血システム」という特殊なシステムが用いられている。エンディングは32種類あり、桂が死亡するバッドエンドが15種類、桂は生き残るが幸せな結末とは言えないノーマルエンドが12種類、桂が各ヒロインとの幸せな結末を迎えるトゥルーエンドが5種類となっている。また、あるルートをクリアすると選択肢が増え、新たなシナリオへと足を運べるようになるという「ルート封印」システムを取っている。「グラフィックが淫靡」、「淫靡なCG」と紹介されている。

## 登場人物
羽藤 桂（はとう けい）
声：松来未祐
本作の主人公。16歳。
好きな食べ物は和食全般、趣味が時代劇や落語鑑賞と、大の和風びいきである。嫌いな食べ物はレバー。10年前に遭った火事のせいで、6歳より前の記憶が無い。
なお、贄の血を体に宿しているとはいえ、彼女自身は何の力も持たないごく普通の女子高生である。また本編中で着ている服は一見すると制服に見えるが、実は私服である。
千羽 烏月（せんば うづき）
声：渡辺明乃
この度もある鬼を切るよう命を受けて経観塚を訪れた。容姿端麗、眉目秀麗。黒一色の制服に黒ストッキングを召し、烏の濡れ羽色の長髪をたくわえた夜色の人。職業がらか凛とした身のこなしを体得していて、桂曰く「納豆をかき混ぜる姿すら様になる」らしい。だが名門の私立女子高校である北斗学院付属高校に通っているものの、鬼切りの仕事に追われているせいで学校にはあまり通えていないようで、ドラマCDでは葛に「出席率が壊滅的な状況になっている」と言われている。
若杉 葛（わかすぎ つづら）
声：釘宮理恵
作中では明らかにされていないが、続編のアオイシロに登場する主人公の小山内梢子は彼女の従姉である。
浅間 サクヤ（あさま さくや）
声：真田アサミ
男勝りで強気の性格をしているが、その性格とは裏腹に料理が得意という一面がある。口癖は「あたし」「 - さね」「 - だねぇ」。
最近はルポライターとしての稼ぎは悪いが、フォトグラファーとしては結構稼いでいるらしい。本職はルポライターなのだが趣味で撮った写真が出版社に高く評価され、そのまま出版社とフォトグラファーとしても契約している。今回経観塚を訪れたのは出版社から野生動物の写真を撮ってきてほしいと依頼されていたからで、そこで偶然桂と再会した。
ユメイ
声：皆口裕子
オハシラサマとして主を封印し続ける使命を持っているはずなのだが、彼女は自分の力が消耗することで主の封印が弱まることなどお構い無しに、また自分の命さえも顧みずに、全てにおいて何よりも桂の無事と安全のみを最優先に行動する。そんな彼女の異常とも言えるほど献身的な態度に桂は戸惑うが、同時に彼女の存在に桂は何故か安らぎを感じている。
ノゾミ、ミカゲ
声：小林恵美

ケイ
声：石井一貴

羽藤 柚明（はとう ゆめい）
声：皆口裕子
桂の10歳年上の従姉。幼い頃に両親を亡くし、桂の祖母である笑子に引き取られ、桂と一緒に暮らしていた。
桂のお姉さん的な存在だったのだが、10年前に桂の家が火事になった際に行方不明になっており、その後4年経過しても見つからなかったため国から死亡認定を受けた。生きていれば戸籍上では26歳である。
羽藤 真弓（はとう まゆみ）
声：古原奈々
桂の母親。通訳、翻訳家。
夫の正樹を10年前に火事で亡くしており、それ以来女手1つで桂を育ててきた。母子家庭でありながら無理をして娘を私立の名門のお嬢様学校に通わせていたのだが、それが祟って過労で倒れ、さらに風邪もこじらせてしまい、物語の1か月ほど前に38歳という若さで亡くなっている。
羽藤 正樹（はとう まさき）
声：東久仁彦
桂の父親。正樹という名前は小説でのみ登場しており、ゲーム本編で名前は出てこない。
サクヤとは旧知の仲であり、真弓と結婚したのはサクヤが真弓に正樹を紹介し、意気投合したから。
桂の持つ贄の血は父親からの遺伝であるが、彼の血は笑子の1/3、桂の1/10程度の微弱な力しかなかった。
桂が6歳の頃に、火事で巻き込まれて死亡したらしいのだが……。
羽藤 笑子（はとう えみこ）
声：古原奈々
桂と柚明の祖母で、正樹の母親。機織りが趣味。桂が小学生の頃に亡くなっている。
カグヤ
声：古原奈々
今からおよそ1300年ほど前に、主を封印するためにオハシラサマとなった少女。カグヤという名前はゲーム中には登場せずに設定資料集で明らかにされており、ゲームでは「竹林の長者の姫」と呼ばれている。
千羽 明良（せんば あきら）
声：なし
烏月の兄。
鬼切り役に選ばれる程の凄腕の剣士だったのだが、ある事件に巻き込まれて本編開始時の少し前に亡くなっている。
奈良 陽子（なら ようこ）
声：能登麻美子
桂の親友。16歳。
ぼけぼけした桂とは正反対の常時ハイテンションっ子。人がよくて騙されやすい桂を「おもちゃ一号」に認定していじっている。本編では主に携帯電話越しの会話で活躍。唯一の肉親を亡くしたばかりの桂を気遣ってか、ちょくちょく電話やメールをくれる。出席番号は桂の1つ前。
東郷 凛（とうごう りん）
声：沢城みゆき（ドラマCDのみ）
桂の親友。16歳。
不動産・金融業・建築業に幅を利かせる、何やら穏やかならぬ家のご令嬢。桂の数少ない時代劇鑑賞仲間。口癖は「-ですわ」。本編では名前のみの出演だが、ドラマCD「京洛降魔」と番外編Webノベル「ひととせのひとひら」に登場している。出席番号は桂の2つ前。
秋田（あきた）
声：佐々木省三
経観塚駅の駅長を務める年配の男性。最終バスに乗り遅れた桂にタクシーを手配したり旅館を紹介するなど何かと親切にしてくれる。駅員の習性からか、切符を切るパンチが手放せないようである。
なお、姉妹作に当たるアオイシロに登場する秋田百子は彼の孫である。
主（ぬし）
声：室園丈裕
オハシラサマのご神木の中で眠りについている古き神。蛇神
キャラクターのモデルとなったのは、日本神話に登場する星神の天津甕星。
鈴鹿（すずか）
声：田中敦子
ドラマCDにのみ登場。銀髪の若い女性で、サングラスをかけている。ある目的により、修学旅行中の桂に近づくのだが……。
益田 貞子（ますた さだこ）
コミック版「アカイイト -花影抄-」に登場。桂の高校の先輩。彼女の姉、時子（ときこ）は十年前に行方をくらませている。

## 物語の重要用語
贄の血
極めてごく一部の人間のみが体に宿す特殊な血のことで、物語の最重要ファクターでもある。人ならざる者がこの血を飲めば強力な力を得ることが出来る。桂はこの贄の血を体に宿していたために、ノゾミとミカゲに狙われる羽目になってしまった。ノゾミとミカゲによれば「非常に多くの人間の血を全て吸い尽くしても、贄の血を飲むことで得られる力には遠く及ばない」らしい。
オハシラサマ
人としての肉体を捨てて魂のみの存在となり、ご神木の中に宿り続けることになった者。魂のみの存在となることで不老となり、寿命では死ななくなるのだが、同時にご神木から遠くに離れることが出来なくなってしまう。また一時的に肉体を再構成することは可能だが、贄の血による力の補充が無ければ長時間に及ぶ再構成は出来ない。
今からおよそ1300年前、主を封印するためにカグヤがオハシラサマとなったのだが、ある事件をきっかけに現在はユメイがオハシラサマとなっている。
鬼
日本での一般的な鬼のイメージは、頭に角を生やした剛人という物だが、本作においては「人間に危害を加える人外の者」を総称して鬼と呼んでいる。桂の血を狙うノゾミとミカゲもまた鬼であり、また鬼切りと呼ばれる「鬼を駆逐する集団」も秘密裏に存在している。
ただし鬼と呼ばれている者全てが、人間たちに対して危害を加える存在であるとは限らないようであり、中には人間たちを守るために戦う鬼も少なからず存在している。
邪眼
ノゾミとミカゲが鬼になった際に主から与えられた赤い瞳。主に精神干渉系の力を持っており、この目で睨んだ者の自由意志を奪って操り人形にしたり、催眠術や暗示をかける事も出来る。ただし俗に言う洗脳やマインドコントロールといった類の物と違い、対象を自由に操れるとは言っても「ノゾミとミカゲの指示通りに動くだけの操り人形」にする事しか出来ず、ノゾミやミカゲに絶対的な忠誠心を誓わせたり、または技能や能力などを自由に行使させるといった事は出来ないので、万能の力というわけではない。
さらに烏月のような強靭な精神力を持つ者には全く通用せず、またドラマCDでは桂を助けるために邪眼の力を多用したノゾミが疲労困憊状態になっており、この事から短時間での連続使用は術者の体にかなりの負担をかける事が分かる。

## エイプリルフール企画
本作の公式サイトでは発売翌年の2005年から毎年4月1日にいかにも本当らしい嘘企画の数々を展開したことでも知られる。
- 2005年 - 作中の登場人物の一人である浅間サクヤに焦点を当て、羽藤桂の祖母である羽藤笑子と浅間サクヤ、当時の鬼切部達の活躍と運命を描いた作品『コクジョウ』の体験版が配布された。『かまいたちの夜』を髣髴とさせるシルエットグラフィックと『アカイイト』のスタッフが実際に参加して製作された当作品は製品化も視野に入りそうなほど立派なものであったが、結局贅沢なネタに留まった。なお、この『コクジョウ』はアカイイト4周年を記念して、2008年10月21から27日までの期間限定で配信が再開された。
- 2006年 - 作中に登場した贄の血を公式サイトに併置された「サクセス商店」にて通信販売するコーナーが設立された。ただし、あくまで作中の登場人物達が実際にコメントを寄せる通りパロディ企画であるため、実際に購入は出来なかった。
- 2007年 - 作中に登場した若杉グループの公式サイトが設立された。あくまでネタばかりだが、アカイイトの舞台を絡め、若杉グループの業務内容も詳細に記されたサイトは下手な企業のHPより気合を入れて作られていたが、その実、作中の登場人物の一人である若杉葛が(出番的に)不遇の立場であることを受け、彼女を猛烈にプッシュする企画となっていた。また、ファイル未検出の文書までパロディ化されたものが用意されていた。

## スタッフ
- プロデューサー：本間志乃、戸田淳一
- キャラクターデザイン/原画：Hal（ハル）
- シナリオ：麓川智之
- 音楽：MANYO（Little Wing）
- 背景：J.C.STAFF

## 主題歌

### オープニングテーマ
- 『廻る世界で』
  - 作詞：麓川智之　作曲：MANYO（Little Wing）　編曲：MANYO（Little Wing）　歌：霜月はるか / riya

### エンディングテーマ
- 『旅路の果て』
  - 作詞：麓川智之　作曲：MANYO（Little Wing）　編曲：MANYO（Little Wing）　歌：riya / 霜月はるか

## アカイイト-花影抄-
「アカイイト-花影抄-」は『月刊コミックラッシュ』（ジャイブ）2007年5月号および6月号に掲載された漫画化作品。原作・麓川智之、作画・片瀬優。
ジャイブ発売の「アオイシロ-花影抄-」2巻に再録されている。

## 関連商品

### ドラマCD
アカイイトドラマCD 「京洛降魔（けいらくごうま）」（HNMP-0001、サクセス発売）[初回版] 2005年10月27日 [通常版] 2005年12月26日
本編のユメイルートの後日談を描いた準ファンディスクで、桂の修学旅行での話が舞台となっている。脚本は「アカイイト」シナリオの麓川智之が担当。初回版の特典はノーカット台本とそれを収めるためのスリーブ仕様パッケージ。後にサクセス商店限定で通常版も発売され、その後もファンからの強い要望に応え再生産を繰り返した。
現在は販売を終了しており、アオイシロの限定版付属の特典ブックレットでは、アカイイト3周年記念以降は再生産は行わない、とされている。
ブックレットにはドラマCD購入者特典ページへのIDとパスワードが記載されており、ホームページからアクセスするとキャストコメントの閲覧や壁紙ダウンロードができる。初回版発売日から2006年4月末までは期間限定で登場キャラクターによる「アカイイトシステムボイス」がダウンロードできた。
1. 眠らない子は育てない
2. 基本はやっぱり奈良・京都
3. 学生でない人たち
4. 百鬼を退け切るものたち
5. 清水の舞台から
6. 会する一同マイナスいち
7. 京洛捜査網
8. とりこのとらのこ
9. あまたの救い手
10. 京湯葉ゆばゆば
11. 降魔の剣
12. 何はともあれ日はまた昇る
13. ボーナストラック

### サウンドトラック
アカイイト オリジナルサウンドトラック（KICA 1336、キングレコード発売）
本編で流れる全曲と、OP、EDテーマのフルバージョンを収録。
歌：霜月はるか/riya 作曲・編曲：MANYO Violin：Weisswurst Guitar：MSG
1. 廻る世界で -オープニングテーマ-
2. 光射す場所
3. 夏に咲いた日
4. 高い空を見上げて
5. 風の回廊
6. ホンニャカモンマカ
7. Wheel of Fortune
8. 時の雫
9. 夢の苧環
10. 凍月
11. いつかのひかり
12. 抱きとめた想い
13. 古唄
14. 蟠
15. 禍つ疾風
16. 怒涛
17. 昏き陽炎
18. 底知れぬ闇へ
19. 去り逝く者、残される者
20. 泡沫
21. 廻る生命
22. 旅路の果て -エンディングテーマ-

### イメージCD
アカイイトイメージCD「いつかのひかり」（HNMP-0002、サクセス発売）
ファン投票により選ばれたBGM2曲をボーカル化。主題化同様、霜月はるかが歌っている。
コミックマーケット73先行販売（2007年12月29日 - 31日）。その後サクセスのショッピングサイトでのオンライン通販限定で販売が行われた。
現在は販売を終了している。
1. いつかのひかり
2. 泡沫
3. いつかのひかり（Instrumental）
4. 泡沫（Instrumental）
5. 廻る世界で（Instrumental）
6. 旅路の果て（Instrumental）

### 書籍
アカイイト 設定解説ファンブック（ジャイブ発売） ISBN 978-4-86176-056-3
本作の全てのイベントグラフィックと関連商品のイラスト、さらに設定資料や攻略記事も記載した書籍。
現在は第2版が発行されていて、入手が容易になったが、初版発行後から第2版発行までは出版数が少なかった所為か、入手が非常に困難であり、インターネットオークションなどで高額で取引されていた。
遠谷湊 「アカイイト 絆の記憶」 原作：サクセス（ジャイブ発売） ISBN 978-4-86176-166-9
本作におけるユメイルートでのシナリオを元にした小説。現在は絶版となっている。
アカイイト&アオイシロ公式アートワークス（ジャイブ発売）ISBN 978-4-86176-617-6
2009年1月31日発売（一部店舗では1月29日発売）。本作とアオイシロのイベントグラフィック、関連商品の画像、設定資料集などを掲載したファンブック。

### DVD
ART CLIP DVDデジタル画集 アカイイト（サクセス発売）
本編のイベントグラフィックと関連商品のイラストを収録したDVD。